# Dhuvaafaru
Dhuvaafaru är en ö i Maldiverna. Den ligger i den norra delen av landet, 170 km norr om huvudstaden Malé. Geografiskt är den en del av Norra Maalhosmadulu atoll och tillhör administrativt Raa atoll.  Ön var tidigare obebodd, men i samband med tsunamin 2004 förstördes ön Kandholhudhoo på andra sidan atollen, cirka 20 km västerut, och befolkningen flyttades till Dhuvaafaru.
Tropiskt monsunklimat råder i trakten. Årsmedeltemperaturen i trakten är 26 °C. Den varmaste månaden är maj, då medeltemperaturen är 28 °C, och den kallaste är januari, med 26 °C. Genomsnittlig årsnederbörd är 1 944 millimeter. Den regnigaste månaden är augusti, med i genomsnitt 322 mm nederbörd, och den torraste är februari, med 40 mm nederbörd.